# 里斯托·尤西莱宁
里斯托·尤西莱宁（芬蘭語：Risto Jussilainen，1975年6月10日—），芬兰男子跳台滑雪运动员。他曾代表芬兰参加2002年和2006年冬季奥林匹克运动会跳台滑雪比赛，获得一枚银牌。